# Åttahörning
| Stopp-skylten har en regelbundet åttahörnig form. |  | Paraplyer sedda uppifrån. |
| Stopp-skylten har en regelbundet åttahörnig form. |  | Paraplyer sedda uppifrån. |

En åttahörning, åtthörning, oktogon eller oktagon, eller någon gång åttkant, är en polygon som består av åtta (räta) linjestycken, som bildar en enkel sluten kurva. Ofta har man med oktogon eller oktagon menat en regelbunden åttahörning, det vill säga en liksidig och likvinklig åttahörning (med alla sidor respektive vinklar lika stora). Summan av (de inre) vinklarna i en åttahörning är alltid 1080° (6π). En regelbunden åttahörning har därför vinkeln {\displaystyle \textstyle {\frac {1}{8}}\cdot 1080^{\circ }=135^{\circ }=3\pi /4}; den har Schläfli-symbolen {\displaystyle \scriptstyle \left\{8\right\}}.
I Sverige och flera andra länder har stoppskyltar, det vill säga skyltar som visar att stopplikt gäller, formen av en regelbunden åttahörning.

## Regelbundna åttahörningar

Figur 2.

Figur 3.

För en regelbunden åttahörning med sidlängden {\displaystyle a} gäller (se figur 2):

### Area
En regelbunden åttahörning har arean: {\displaystyle A=2(1+{\sqrt {2}})\cdot a^{2}\approx 4,\!828\cdot a^{2}.}
Härledning
En regelbunden åttahörning är en kvadrat med fyra avskurna hörn (som i figur 3). Dessa hörn är rätvinkliga trianglar med hypotenusan {\displaystyle a} och de liklånga kateterna är sålunda {\displaystyle a/{\sqrt {2}}} vilket ger att den hela kvadraten har sidlängden {\displaystyle S=d_{2}=a+2a/{\sqrt {2}}} och därmed arean {\displaystyle (a+2a/{\sqrt {2}})^{2}=a^{2}+a^{2}2{\sqrt {2}}+2a^{2}=a^{2}+2(1+{\sqrt {2}})\cdot a^{2}}. De fyra bortskurna trianglana har sammanlagt arean {\displaystyle 4(a/{\sqrt {2}})^{2}/2=a^{2}} vilket subtraheras från kvadraten och ger resten {\displaystyle 2(1+{\sqrt {2}})\cdot a^{2}}.

### Diagonaler

"Silverrektangeln" har sidlängderna respektive och därför proportionerna.

Diagonalerna (figur 2) har längderna:
{\displaystyle d_{1}=a{\sqrt {4+2{\sqrt {2}}}}}
{\displaystyle d_{2}=(1+{\sqrt {2}})a}
{\displaystyle d_{3}=a{\sqrt {2+{\sqrt {2}}}}}
Härledning
Längden för {\displaystyle d_{2}} visades ovan under Area vara {\displaystyle d_{2}=a+2a/{\sqrt {2}}=(1+{\sqrt {2}})\cdot a}
Betrakta den rätvinkliga triangeln {\displaystyle \triangle ADE} i figur 2 vars hypotenusa har längden {\displaystyle d_{1}} och vars kateter har längderna {\displaystyle d_{2}} och {\displaystyle a}. Pythagoras sats ger
{\displaystyle {d_{1}}^{2}={d_{2}}^{2}+a^{2}=(1+{\sqrt {2}})^{2}a^{2}+a^{2}=(1+2{\sqrt {2}}+2)a^{2}+a^{2}=a^{2}(4+2{\sqrt {2}})\Leftrightarrow }
{\displaystyle d_{1}={\sqrt {a^{2}(4+2{\sqrt {2}})}}=a{\sqrt {4+2{\sqrt {2}}}}}
Betrakta en rätvinklig triangel {\displaystyle \triangle AKC} där {\displaystyle K} (ej utmärkt i figur 2 men ligger i skärningspunkten mellan r1 och d2) är fotpunkt till {\displaystyle C} på {\displaystyle {\overline {AD}}}. Dess hypotenusa har längden {\displaystyle d_{3}} och, eftersom {\displaystyle \triangle CKD} är en likbent rätvinklig triangel med hypotenusan {\displaystyle a} och följdakligen båda kateterna {\displaystyle {\frac {a}{\sqrt {2}}}} , har kateterna i {\displaystyle \triangle AKC} längderna {\displaystyle {\frac {a}{\sqrt {2}}}} respektive {\displaystyle d_{2}-{\frac {a}{\sqrt {2}}}=(1+{\sqrt {2}})a-{\frac {a}{\sqrt {2}}}=a(1+{\sqrt {2}}-{\frac {1}{\sqrt {2}}})}.
Pythagoras sats ger:
{\displaystyle {\begin{aligned}{d_{3}}^{2}&=a^{2}(1+{\sqrt {2}}-{\frac {1}{\sqrt {2}}})^{2}+({\frac {a}{\sqrt {2}}})^{2}=\\&=a^{2}(1+2+{\frac {1}{2}}+2{\sqrt {2}}-{\frac {2}{\sqrt {2}}}-{\frac {2{\sqrt {2}}}{\sqrt {2}}})+{\frac {a^{2}}{2}}=\\&=a^{2}(1+2+{\frac {1}{2}}+2{\sqrt {2}}-{\sqrt {2}}-2+{\frac {1}{2}})=\\&=a^{2}(2+{\sqrt {2}})\Leftrightarrow \end{aligned}}}
{\displaystyle d_{3}=a{\sqrt {2+{\sqrt {2}}}}}

### De inskrivna och omskrivna cirklarna
Radierna fås direkt genom halvering av de två av diagonalerna som är liklånga med cirklarnas respektive diametrar:
Den inskrivna cirkelns radie är {\displaystyle r_{1}={\frac {d_{2}}{2}}=a\cdot {\frac {1+{\sqrt {2}}}{2}}\approx 1,\!2071\cdot a}
Den omskrivna cirkelns radie är {\displaystyle r_{2}={\frac {d_{1}}{2}}=a\cdot {\frac {\sqrt {4+2{\sqrt {2}}}}{2}}=a\cdot {\sqrt {1+{\frac {1}{\sqrt {2}}}}}\approx 1,\!3066\cdot a}
Cirklarnas omkretser och areor fås därefter givetvis av {\displaystyle 2\pi r} respektive {\displaystyle \pi r^{2}}.

### "Silversnittet" och "cordobasnittet"

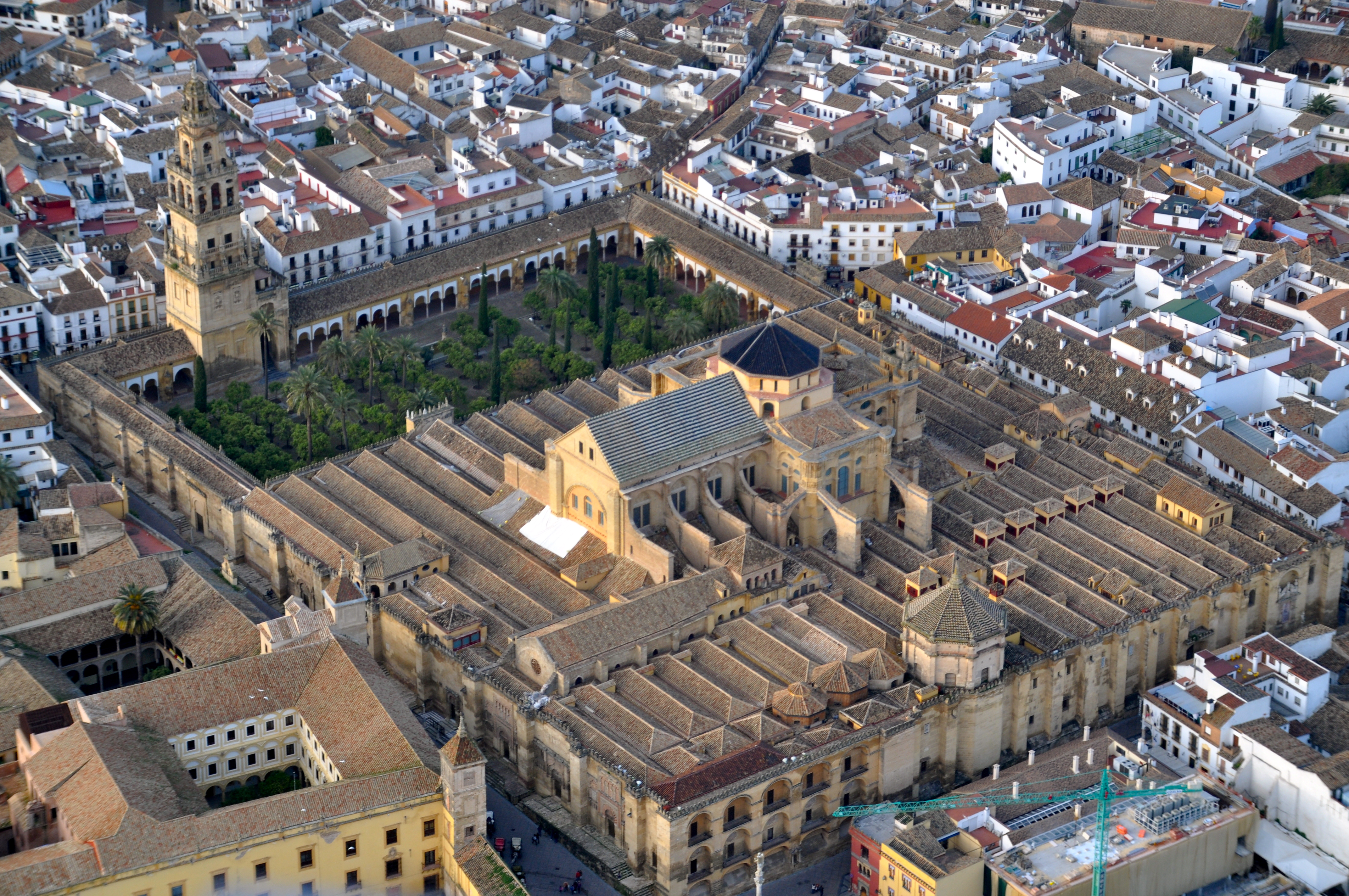
Mezquita, stora moskén i Cordoba, är numera den katolska katedralen Catedral de Nuestra Señora de la Asunción.

De om- och inskrivna cirklarnas radier och diametrar eller, om man så vill, diagonalerna {\displaystyle \scriptstyle d_{1}} och {\displaystyle \scriptstyle d_{2}}, anses ha spelat roll inom arkitektur och konst, där kvoten mellan dessa och åttahörningens sidlängd stundom använts. "Cordobasnittet" (engelska Cordovan ratio, uppkallad efter proportioner hos byggnader, särskilt stora moskén, i Cordoba, Spanien) är kvoten mellan den omskrivna cirkelns radie och åttahörningens sidlängd, vilka tillsammans bildar sidorna i "cordobatrianglen" (Cordovan triangle), medan cirkelns diameter och sida bildar sidorna i "cordobarektangeln" (Cordovan rectangle med proportionerna {\displaystyle \scriptstyle 1\ :\ {\sqrt {4+2{\sqrt {2}}}}}). Kvoten mellan den inskrivna cirkelns diameter och åttahörningens sidlängd, {\displaystyle \scriptstyle 1\ :\ 1+{\sqrt {2}}}, har sedan ungefär senaste millennieskifte ibland kallats "silversnittet" (på engelska silver ratio), eller det "silverne snittet", i analogi med det "gyllene snittet" (som är förhållandet mellan sidlängd och diagonal i en regelbunden femhörning). Likaledes kallas ibland en rektangel med denna proportion mellan sidorna en "silverrekttangeln" (silver rectangle). "Silversnittet" betecknas {\displaystyle \textstyle \delta _{Ag}} eller {\displaystyle \textstyle \delta _{S}}. Ett papper av A-format (exempelvis ett vanligt A4-papper) kan delas i en kvadrat och en "silverrektangel" eftersom ett sådant papper har proportionerna {\displaystyle \scriptstyle 1\ :\ {\sqrt {2}}} och tar man bort en kvadrat med sidlängden 1 från detta har den återstående remsan proportionerna {\displaystyle \scriptstyle 1\ :\ {\sqrt {2}}-1\ =\ 1+{\sqrt {2}}\ :\ 1}.

### Konstruktion från en kvadrat

Hur man konstrurerar en regelbunden åttahörning genom att vika ett kvadratiskt papper med sidlängden. Först (översta raden) viker man en diagonal, som har längden. Sedan viker man ner sidan längs diagonalen (figuren nederst till vänster) - den återstående biten av diagonalen har längden, och bildar i övre vänstra hörnet ena diagonalen i en kvadrat med sidlängden. Vik ner hörnet (figuren nederst i mitten) och få den andra diagonalen i denna hörnkvadrat. Denna nya hörnkvadratsdiagonal har längden, är vinkelrät mot hela papperskvadratens diagonal och är därför alltså en av åttahörningens sidor!

Hur man viker en regelbunden åttahörning utgående från ett kvadratiskt papper framgår av figuren till höger, men är materialet "styvare" får man ta till andra sätt, som passare och linjal (samma princip som pappersvikningen: dra diagonalerna med linjal, mät ut kvadratens sida med passaren på diagonalen och konstruera mittpunktsnormalen till den återstående biten av diagonalen) eller direkt mätning:
Se figur 3. Eftersom kateterna på de gröna rätvinkliga trianglar som skall "skäras bort" från kvadraten har längden {\displaystyle {\frac {a}{\sqrt {2}}}} och hela kvadraten har sidlängden {\displaystyle S=d_{2}=(1+{\sqrt {2}})a} (se ovan under Diagonaler) i förhållande till den önskade åttahörningens sidlängd {\displaystyle a}, har vi att kateterna på de trianglar som skall skäras bort har längden:
{\displaystyle {\frac {a}{\sqrt {2}}}={\frac {\frac {a}{\sqrt {2}}}{(1+{\sqrt {2}})a}}\cdot S={\frac {1}{{\sqrt {2}}\cdot (1+{\sqrt {2}})}}\cdot S={\frac {S}{2+{\sqrt {2}}}}\approx {\frac {S}{3,\!4142}}\approx 0,\!2929\cdot S}.
I praktiken
Multiplicera din spånskivekvadrats sidlängd med 0,293 och märk ut punkter på kvadratens sidor med detta avstånd från hörnen. Dra räta linjer mellan punkterna och följ linjerna när du sågar. Om du vill ha en regelbunden åttahörning med en bestämd sidlängd utgår du från en kvadrat med sidor som är {\displaystyle 1+{\sqrt {2}}\approx 2,\!414} gånger så långa som denna önskade längd.

### Konstruktion från en given sida med passare och linjal

Hur man konstruerar en regelbunden åttahörning med passare och linjal från den givna sidan.

Givet sidan {\displaystyle {\overline {AB}}} (svart) i figuren till höger.
Dra mittpunktsnormalen (brun konstruktion) till {\displaystyle {\overline {AB}}} och kalla sidans mittpunkt {\displaystyle C}. Placera passaren i {\displaystyle C} och avsätt {\displaystyle |{\overline {CB}}|} på mittpunktsnormalen (symboliserat av röd cirkelbåge) och kalla denna punkt {\displaystyle D}. Dra den räta linjen genom {\displaystyle D} och {\displaystyle B} (orange). Sätt passaren i {\displaystyle B} och avsätt {\displaystyle |{\overline {AB}}|} på den nyss dragna (orange) linjen genom {\displaystyle D} och {\displaystyle B} (symboliserat av grön cirkelbåge) och kalla denna punkt {\displaystyle E}. Vi har nu fått sidan {\displaystyle {\overline {BE}}}! Konstruera mittpunktsnormalen (blå konstruktion) till {\displaystyle {\overline {BE}}}. De två mittpunktsnormalerna (till {\displaystyle {\overline {AB}}} respektive {\displaystyle {\overline {BE}}}) skär varandra i {\displaystyle F}, oktoederns mittpunkt och den omskrivna cirkelns mittpunkt. Placera passaren i {\displaystyle F} och rita den omskrivna cirkeln (violett) med radien {\displaystyle |{\overline {FA}}|}. Avsätt sedan {\displaystyle |{\overline {AB}}|} runt denna cirkel hörn för hörn {\displaystyle G,H,...} (symboliserat av streckade linjer).

## Etymologi för de grecistiska namnen
Namnen oktogon och oktagon kommer från senlatinets oc'togonum/oc'tagonon Dit har ordet hämtats från det grekiska adjektivet Οκτάγωνος ok'tagōnos (av ὀκτώ oktōʹ 'åtta' och -γωνος -gō'nos 'vinklig'). I båda språken har ordet betydelsen 'åttahörning'. Begreppet stavas i olika europeiska språk antingen med centralt -a- (i analogi med oktaeder och andra lånord från grekiskan) eller -o- (i analogi med oktober och andra latinska bildningar baserade på grekiska lånord). I svenska språket förekommer båda varianterna, även om oktogon-stavningen i mitten av 1900-talet var den vanligaste.